# スーパープレスティージュ
スーパープレスティージュ（Super Prestige）は、1958年から1988年まで実施された自転車ロードレースの年間表彰制度。パスティスのメーカーであるペルノー (en:Pernod Fils) がスポンサーとなっていたことから、スーパープレスティージュ・ペルノー（Super Prestige Pernod）ともいう。

## 概要
前身となるチャレンジ・デスグランジュ＝コロンボが不評をかこつことになったことから、1958年限りで左記の賞を廃止し、新たに設けられた年間表彰制度がスーパープレスティージュである。1958年より実施された。ただし1958年の同賞はフランス人選手だけが対象とされるプレスティージュのみの表彰だったので、スーパープレスティージュとしての表彰制度は1959年からである。当初はフランス国内で開催されたレースのみが対象であったが、1961年よりヨーロッパ全体にまで拡大した。特にシーズン終盤のレースを大いに盛り上げた点が特筆され、世界選手権が終了したあとのロードレース界の話題といえば、スーパープレスティージュ争い一色に染まっていた年もあったほどである。
しかしながら、当制度の晩年にはクラシックレースで成績上位の選手ほど有利という見方もされるようになった（裏を返せば、アンクティル、メルクス、イノーのようなオールマイティの選手がいなくなったといえる）。また、当制度は非公式の年間表彰制度であることから、国際自転車競技連合（UCI）が1984年に独自のランキング（UCI・ロードワールドランキングス）を設け、将来的にスーパープレスティージュを廃止してこちらを公式の年間表彰制度としたい意向を強く持っていた。それでも同賞の権威は揺るぐことはなく、オールラウンダー選手の勲章の証であり続けた。しかし突然この賞は廃止を余儀なくされる。
フランスでは、1988年より酒類製造・販売会社に対する広告規制が設けられ、冠スポンサーとなることが禁止された。したがってペルノーは1987年のシーズンをもって自動的に撤退を余儀なくされ、30年近くに亘って実施されてきた同賞は廃止されることになった。しかし突然の廃止決定となったことからロードレース界に激震が走り、しかもこの賞を引き継ぐ制度もなかったため、暫定的に1988年の1年間だけ当賞は継続された。なお下記に記していない1988年の受賞者はフランスのシャーリー・モテである。
当賞に代わる制度として、1989年よりUCI・ロードワールドカップが実施されることになった。

## UCIプロツアーとの類似点
UCIプロツアーは当制度を改良した制度であるという見方がある。
スーパープレスティージュは前身のチャレンジ・デスグランジュ＝コロンボでは10程度のレースしか対象とされなかったことが後に選手からの不評を買う形となった反省を受け、ツール・ド・フランスなどのグランツールはもちろんのこと、1週間程度行われる多くのステージレースも対象に加えた。カタルーニャ一周、パリ〜ニース、ドーフィネ・リベレといったレースは当制度の対象レースとなってから重みを増す大会となったといっても過言ではない。
またワンデーレースにおいては、チャレンジ・デスグランジュ＝コロンボではなぜか対象とされなかった世界自転車選手権を頂点として、モニュメントと呼ばれる5大クラシックレース、はもちろんのこと、チャレンジ・デスグランジュ＝コロンボでは対象にされなかったチューリッヒ選手権やヘント〜ウェヴェルヘムなどのレースも加えられた。この他、現在廃止となった個人タイムトライアルのワンデーレース、グランプリ・デ・ナシオンも対象に含まれていた。
さらに配分ポイントの設定についてもほぼUCIプロツアーと類似していた。ツール・ド・フランスを頂点とし、続いて順番にジロ・デ・イタリア、ブエルタ・ア・エスパーニャ、世界自転車選手権、その他ステージレース＆5大クラシック＆グランプリ・デ・ナシオン、その他ワンデーレースといった順番で設定されていたあたりはUCIプロツアーとほぼ一緒である。
恐らく国際自転車競技連合は、スーパープレスティージュが選手の間で非常に権威があった賞であることを認識した上でUCIプロツアー実施へと動いたものと見られる。しかしUCIプロツアーについてはまだまだ問題点が多く顕在し、スーパープレスティージュのような、誰が見ても権威がある賞としてはいまだみなされていないようである。

## 歴代受賞者
| 年     | 1位                          | 2位                          | 3位                          | 4位                        | 5位                          |
| ------ | ---------------------------- | ---------------------------- | ---------------------------- | -------------------------- | ---------------------------- |
| 1959年 | アンリ・アングラード         | ロジェ・リビエール           | ノエル・フォレ               | リック・ファン・ローイ     | ジェラール・サン             |
| 1960年 | ジャン・グラッチ             | ピノ・セラミ                 | ガストネ・ネンチーニ         | レイモン・マストロット     | リック・ファン・ローイ       |
| 1961年 | ジャック・アンクティル       | レイモン・プリドール         | リック・ファン・ローイ       | ジルベール・デメ           | ニーノ・デフィリッピス       |
| 1962年 | ヨ・デロー                   | ジェフ・プランカールト       | エミール・ダームス           | リック・ファン・ローイ     | ジャック・アンクティル       |
| 1963年 | ジャック・アンクティル       | トム・シンプソン             | レイモン・プリドール         | ヨ・デロー                 | リック・ファン・ローイ       |
| 1964年 | レイモン・プリドール         | ヤン・ヤンセン               | ジャック・アンクティル       | リック・ファン・ローイ     | ブノニ・ブエ                 |
| 1965年 | ジャック・アンクティル       | トム・シンプソン             | ヴァルト・セールス           | レイモン・プリドール       | フェリーチェ・ジモンディ     |
| 1966年 | ジャック・アンクティル       | フェリーチェ・ジモンディ     | レイモン・プリドール         | ヤン・ヤンセン             | ルシアン・エマール           |
| 1967年 | ヤン・ヤンセン               | エディ・メルクス             | フェリーチェ・ジモンディ     | ロジェ・パンジョン         | フランコ・バルマミオン       |
| 1968年 | ヘルマン・ファンスプリンヘル | フェリーチェ・ジモンディ     | ヤン・ヤンセン               | エディ・メルクス           | ワルテル・ホデフロート       |
| 1969年 | エディ・メルクス             | フェリーチェ・ジモンディ     | ヘルマン・ファンスプリンヘル | レイモン・プリドール       | ワルテル・ホデフロート       |
| 1970年 | エディ・メルクス             | ヘルマン・ファンスプリンヘル | ルイス・オカーニャ           | エリック・ルマン           | フェリーチェ・ジモンディ     |
| 1971年 | エディ・メルクス             | ルイス・オカーニャ           | イェスタ・ペーテルソン       | ヨープ・ズートメルク       | シリル・ギマール             |
| 1972年 | エディ・メルクス             | レイモン・プリドール         | シリル・ギマール             | イヴ・エザール             | ヨープ・ズートメルク         |
| 1973年 | エディ・メルクス             | ルイス・オカーニャ           | フェリーチェ・ジモンディ     | ヨープ・ズートメルク       | フレディ・マルテンス         |
| 1974年 | エディ・メルクス             | ロジェ・デフラミンク         | フラン・フェルベーク         | レイモン・プリドール       | ヨープ・ズートメルク         |
| 1975年 | エディ・メルクス             | ロジェ・デフラミンク         | フランチェスコ・モゼール     | ベルナール・テブネ         | フレディ・マルテンス         |
| 1976年 | フレディ・マルテンス         | フランチェスコ・モゼール     | ヨープ・ズートメルク         | エディ・メルクス           | ルシアン・バンインプ         |
| 1977年 | フレディ・マルテンス         | ロジェ・デフラミンク         | ベルナール・イノー           | ヨープ・ズートメルク       | フランチェスコ・モゼール     |
| 1978年 | フランチェスコ・モゼール     | ベルナール・イノー           | ヨープ・ズートメルク         | ヘリー・クネットマン       | ヤン・ラース                 |
| 1979年 | ベルナール・イノー           | ジュゼッペ・サローニ         | ヨープ・ズートメルク         | フランチェスコ・モゼール   | ヤン・ラース                 |
| 1980年 | ベルナール・イノー           | フォンス・デ・ウォルフ       | フランチェスコ・モゼール     | ハニー・クイパー           | ジュゼッペ・サローニ         |
| 1981年 | ベルナール・イノー           | ロジェ・デフラミンク         | ヤン・ラース                 | フォンス・デ・ウォルフ     | ハニー・クイパー             |
| 1982年 | ベルナール・イノー           | ジュゼッペ・サローニ         | シルバーノ・コンティーニ     | トミー・プリム             | ショーン・ケリー             |
| 1983年 | グレッグ・レモン             | ショーン・ケリー             | ヤン・ラース                 | ジュゼッペ・サローニ       | アドリ・ファンデルプール     |
| 1984年 | ショーン・ケリー             | ベルナール・イノー           | フィル・アンダーソン         | ローラン・フィニョン       | フランチェスコ・モゼール     |
| 1985年 | ショーン・ケリー             | フィル・アンダーソン         | グレッグ・レモン             | ベルナール・イノー         | モレノ・アルゼンティン       |
| 1986年 | ショーン・ケリー             | グレッグ・レモン             | クロード・クリケリオン       | アドリ・ファン・デル・プル | ウルス・ツィマーマン         |
| 1987年 | ステファン・ロッシュ         | ショーン・ケリー             | クロード・クリケリオン       | シャーリー・モテ           | エリック・ファンデラールデン |